# Brevipalpus hellenicus
Brevipalpus hellenicus är en spindeldjursart som först beskrevs av Hatzinikolis och Kolovos 1981.  Brevipalpus hellenicus ingår i släktet Brevipalpus och familjen Tenuipalpidae. Inga underarter finns listade.